# Cliff-dwelling

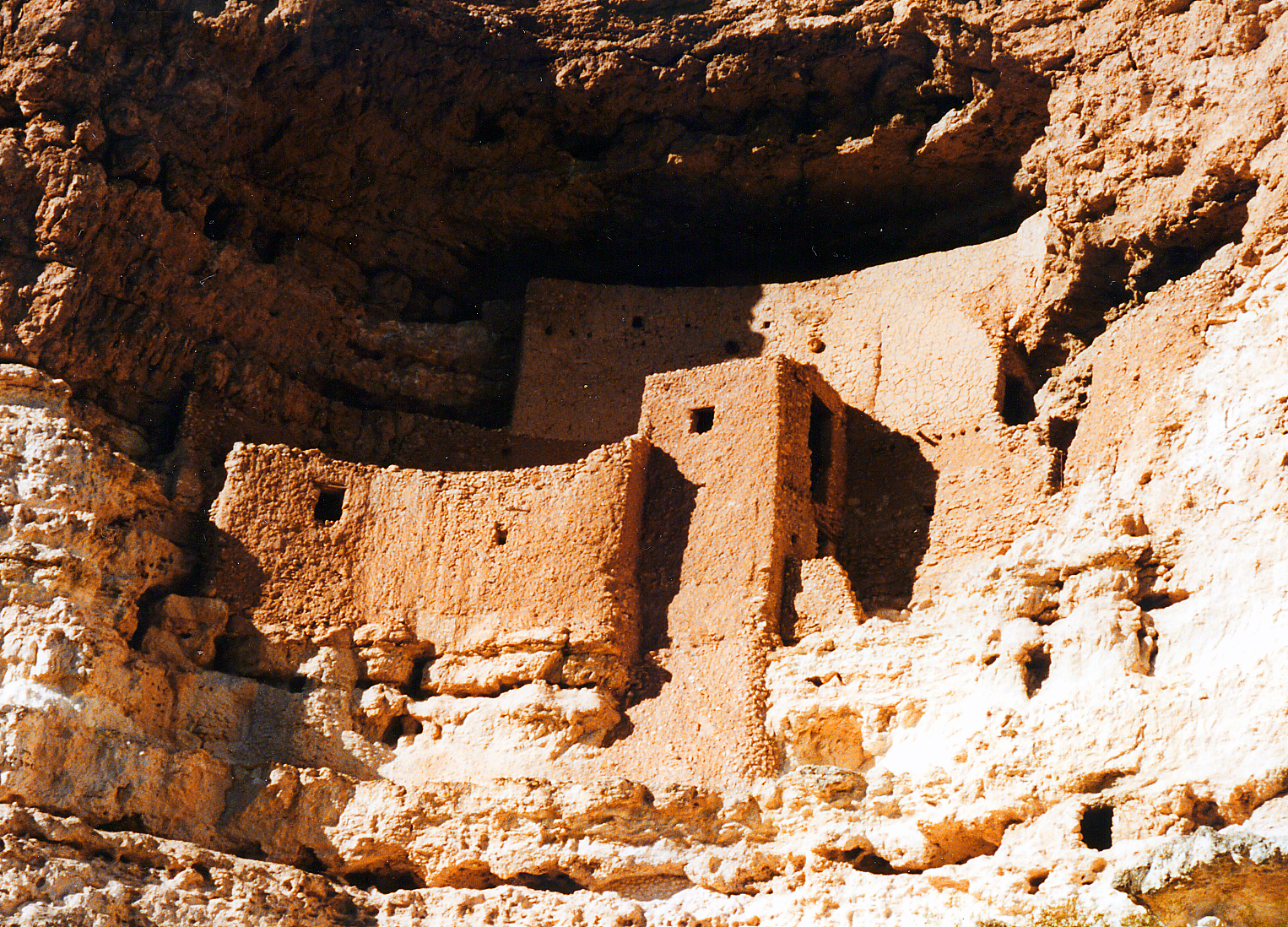
Hohokam cliff dwelling (Montezuma Castle), Arizona.

I cliff-dwelling sono delle abitazioni preistoriche costruite all'interno di cavità naturali a picco dei canyon. Queste erano abitate dai pueblo, popolazioni trogloditiche vissute nei territori a sud degli Stati Uniti e nel Messico settentrionale. Non è ancora chiaro lo scopo di queste abitazioni, ma probabilmente venivano usate a scopo difensivo.
Alcune delle più famose si trovano specialmente nei canyon del sud-ovest degli Stati Uniti ed in particolare negli stati di Arizona, Nuovo Messico, Utah, Colorado e Chihuahua in Messico. Alcune sono ancora abitate da nativi americani. Si è discusso molto circa la loro antichità, ma secondo recenti ricerche non esistono sufficienti prove circa il fatto che siano state costruite dai progenitori dei moderni pueblo. In ogni caso l'area in cui sono dislocate coincide con le località in cui sono state trovate tracce delle tribù pueblo antiche. Le nicchie sono di considerevoli proporzioni poste su delle scogliere anche a diverse centinaia di metri dal suolo e l'accesso è realizzato con scale di pietra.